# Zvon Josef
Zvon Josef z r. 1602 z katedrály svatého Víta, Václava a Vojtěcha na Pražském hradě vyrobil zvonař Martin Hilger. Dolní průměr zvonu je 82 cm, nachází se na něm latinský nápis.

## Rozměry
- Dolní průměr: 82 cm.
- Výška: 62 cm.

## Popiszvonu
- Koruna: šest uch bez ozdob.
- Čepec: jednořádkový nápis: AO : D.: M . DCII REFVSA E HAEC CAMPANA PER MEMARTINVM HILGERVM AD GLA (DEI). Pod tím ornamentální pás ze svislých akantů.
- Krk:
  - nápis: MONSTRATA TE EE MREM, pod tím reliéf Immaculaty – Marie s dítětem stojící na půlměsíci,
  - na protější straně nápis: S. B. A. P, pod tím erb arcibiskupa Berky z Dubé, donátora zvonu.

## Zavěšení a stav zvonu
Zvon je zavěšen na dřevěné hlavě v ocelové konstrukci na druhém patře velké věže na jižní straně vpravo vedle zvonu svatý Václav. Zvon je v dobrém stavu.